# Fabio Ochoa Vásquez
Fabio Ochoa Vásquez (Medellín, 2 de maig de 1957) és un antic membre influent del Càrtel de Medellín, amb els seus germans grans Juan David i Jorge Luis. El seu paper en va fer breument un multimilionari. Després d'haver purgat una curta pena de presó a Colòmbia, va ser detingut i extradit als Estats Units l'any 1999 i on se li imposà una pena de 30 anys en una presó federal americana. Finalment, el desembre de 2024 quedà en llibertat i tornà a la seva Colòmbia natal.

## Començament de carrera
El més jove dels tres germans Ochoa Vásquez va viure a Miami, a Florida, als anys 1970 i al començament dels anys 1980, i hauria manipulat desenes de tones de cocaïna. Va ser processat pel govern americà per primera vegada l'any 1984 i hauria estat implicat en l'homicidi de Barry Seal, un informant de la Drug Enforcement Administration (DEA), comès el 19 de febrer de 1986. L'any 1987, els seus germans i ell van ser inclosos a la llista de multimilionaris mundials de la revista Forbes i van ser en aquesta llista fins a l'any 1992. The New York Times va informar que durant aquest període, era considerat com el « director general » de l'empresa familiar.

## Empresonament
L'any 1991, Ochoa Vásquez i els seus germans és van lliurar a les autoritats colombianes amb l'esperança d'evitar una "guerra oberta" amb el govern per mitjà d'un acord polític. Van complir una pena a Colòmbia i van set alliberats l'any 1996. A l'època, Colòmbia i els Estats Units no tenien tractat d'extradició i els dos germans havien obtingut la promesa de no ser extradits en un futur en el marc de l'acord de l'advocacia.
Després del seu alliberament, de nou es arrestat l'any 1999 i acusat de rebre pagaments per a enviaments de cocaïna. Malgrat una campanya de lobbying i de premsa va ser extradit als Estats Units el setembre de 2001 i condemnat l'any 2003 per a tràfic, conspiració i distribució de cocaïna als Estats Units. Va ser condemnat a 30 anys de presó i estigué a la presó federal de Jesup, a Geòrgia.
Després del seu empresonament, el govern colombià li va confiscar béns per valor de diversos milions de dòlars, entre els quals diverses granges i empreses.